# Хокејашка лига СР Југославије 1993/94.
Хокејашка лига СР Југославије 1993/94. је било треће такмичење организовано под овим именом.

## Систем такмичења
За разлику од претходне сезоне у лиги се ове сезоне није такмичила Војводина. У регуларном делу наступила су три клуба. Сваки клуб одиграо је по 8 меча. У плеј офу се играло на три добијена меча.
Шампион је постао Партизан. То је клубу била прва титула у Хокејашкој лиги СР Југославије, а укупно осма рачунајући и Прву лигу Југославије.
За најбољег играча је проглашен Александар Косић (Партизан), 50 поена (33 голова, 17 асистенција)

## Клубови
| Клуб          | Град     | Арена                  | Капацитет | Основан |
| ------------- | -------- | ---------------------- | --------- | ------- |
| Партизан      | Београд  | Ледена дворана Пионир  | 2000      | 1948    |
| Црвена звезда | Београд  | Ледена дворана Пионир  | 2000      | 1946    |
| Спартак       | Суботица | Стадион малих спортова | 4000      | 1945    |

## Табела
| #  | Клуб          | ИГ | Д | Н | ИЗ | ГД | ГП | Б  |
| -- | ------------- | -- | - | - | -- | -- | -- | -- |
| 1. | Партизан      | 8  | 8 | 0 | 0  | 80 | 9  | 16 |
| 2. | Црвена звезда | 8  | 4 | 0 | 4  | 47 | 33 | 8  |
| 3. | Спартак       | 8  | 0 | 0 | 8  | 19 | 90 | 0  |

ИГ = одиграо, Д = победио, Н = нерешено, ИЗ = изгубио, ГД = голова дао, ГП = голова примио, Б = бодова

## Плеј оф

### Финале
Партизан - Црвена звезда 3:0
- Партизан - Црвена звезда 3:1, 8:3, 2:1

| Првак Хокејашке лиге СР Југославије 1993/94. |
| -------------------------------------------- |
| ХК Партизан 1. титула.                       |

1. ↑  Укупно осма титула ХК Партизана, рачунајући и трофеје освојене у СФРЈ